# John Cassidy (artista)

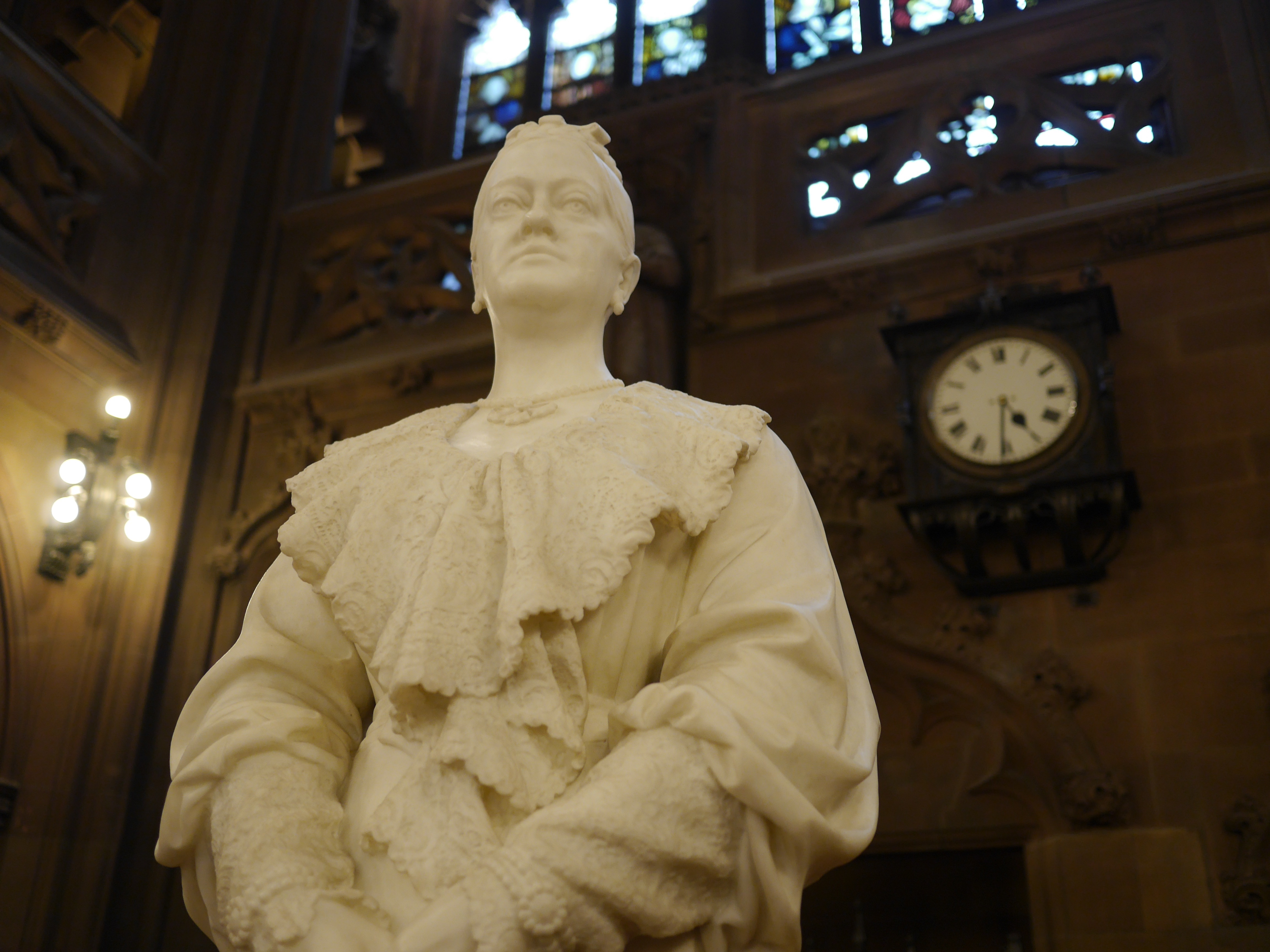
Estàtua d'Enriqueta Rylands (detall) a la Biblioteca John Rylands de Manchester.

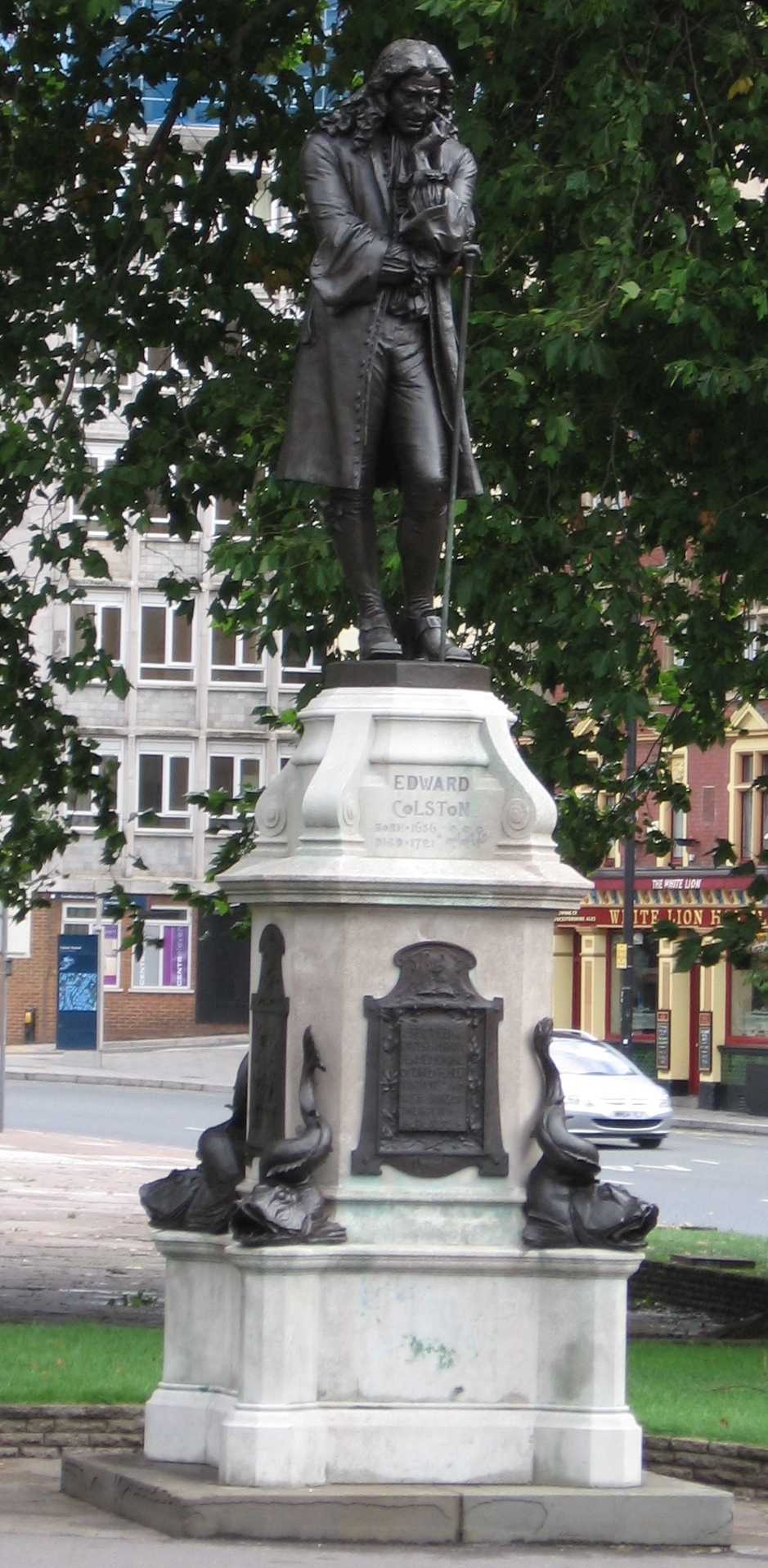
Estàtua d'Edward Colston a Bristol (2006). Manifestants la van enderrocar i llençar al mar (2020).

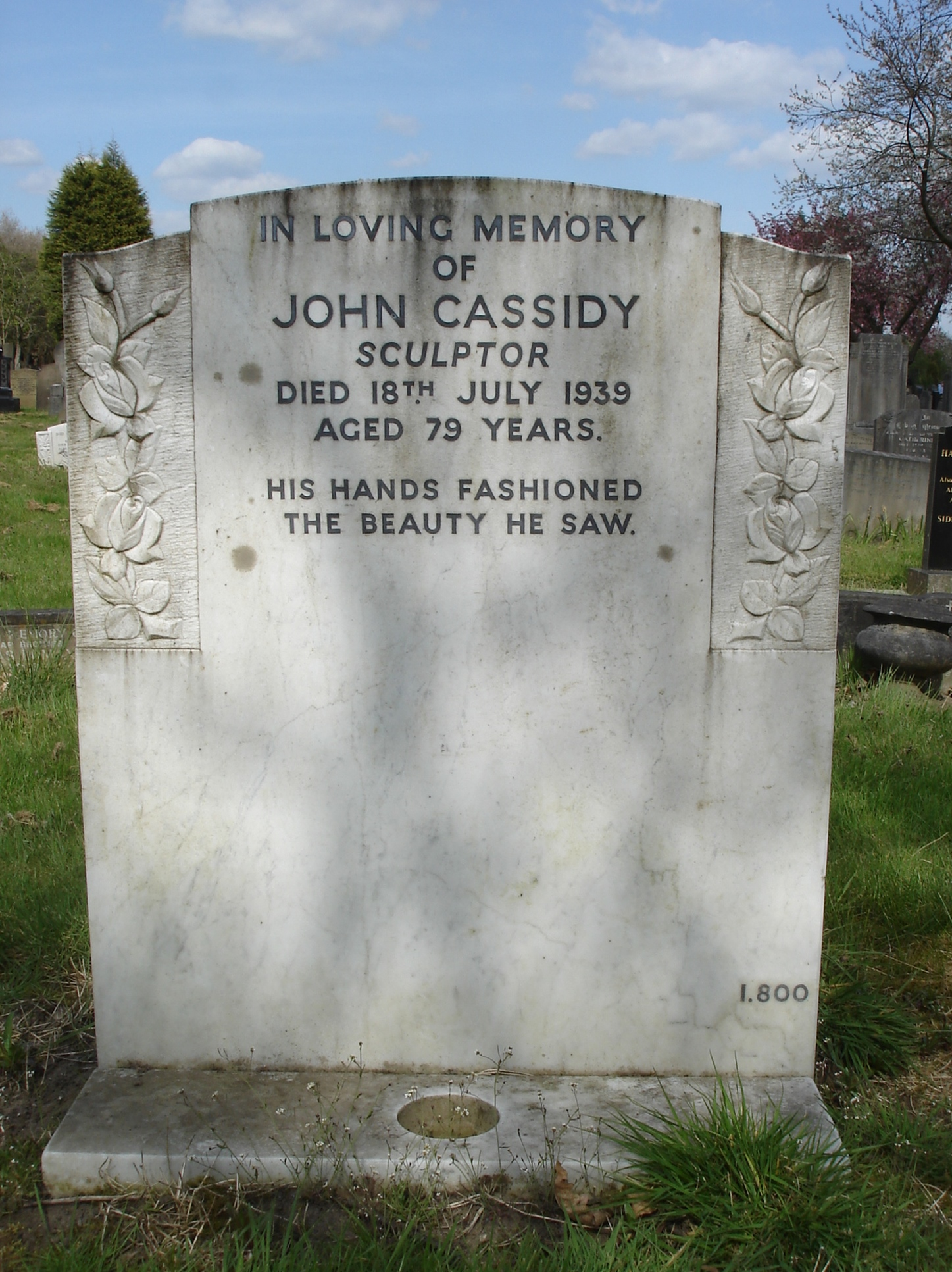
La làpida de John Cassidy

John Cassidy (Slane, comtat de Meath, Irlanda, 1 de gener de 1860 - Manchester, 19 de juliol de 1939) va ser un escultor i pintor irlandès, reconegut per haver creat nombroses escultures públiques.

## Trajectòria
Cassidy va néixer l'1 de gener de 1860 a Slane, comtat de Meath, Irlanda. Es va traslladar a Dublín als vint anys per trobar feina. Allà va assistir a classes nocturnes d'art i va guanyar una beca per estudiar a la ciutat italiana de Milà. Després de dos anys es va traslladar a Manchester, Anglaterra, on va viure la resta de la seva vida. Va estudiar a la Manchester School of Art el 1883 i va ensenyar-hi el 1887.
Va crear moltes escultures públiques, especialment memorials de guerra, i va exposar a la Royal Academy of Art, a la Royal Hibernian Academy i a la Galeria d'Art de Manchester. John Ashton Floyd, un escultor local, va assistir durant un temps als seus estudis. Durant la major part de la seva carrera, el seu estudi va estar al Lincoln Grove de Chorlton-on-Medlock.
Moltes de les seves obres romanen al districte de Manchester, incloent-hi exemples a la Biblioteca John Rylands: un grup de tres figures que representen Teologia inspirant Ciència i Art (1898) i estàtues en marbre blanc de la fundadora de la biblioteca Enriqueta Rylands (1907) i el seu marit John Rylands (c. 1900). El 7 de juny de 2020, manifestants antiracistes en protesta per l'assassinat de George Floyd es van dirigir a l'estàtua d'Edward Colston, realitzada l'any 1894 per Cassidy, que tenia dedicada al centre de Bristol. Els congregats van tombar l'estàtua de bronze del reputat comerciant d'esclaus perquè caigués del pedestal i la van arrossegar fisn el port de Bristol. Un cop hi van arribar, la van llençar al mar.
Cassidy va morir el 19 de juliol de 1939 a l'Hospital St. Joseph, de Whalley Range, Manchester, i va ser enterrat al cementiri meridional.